# Delfland Invitational

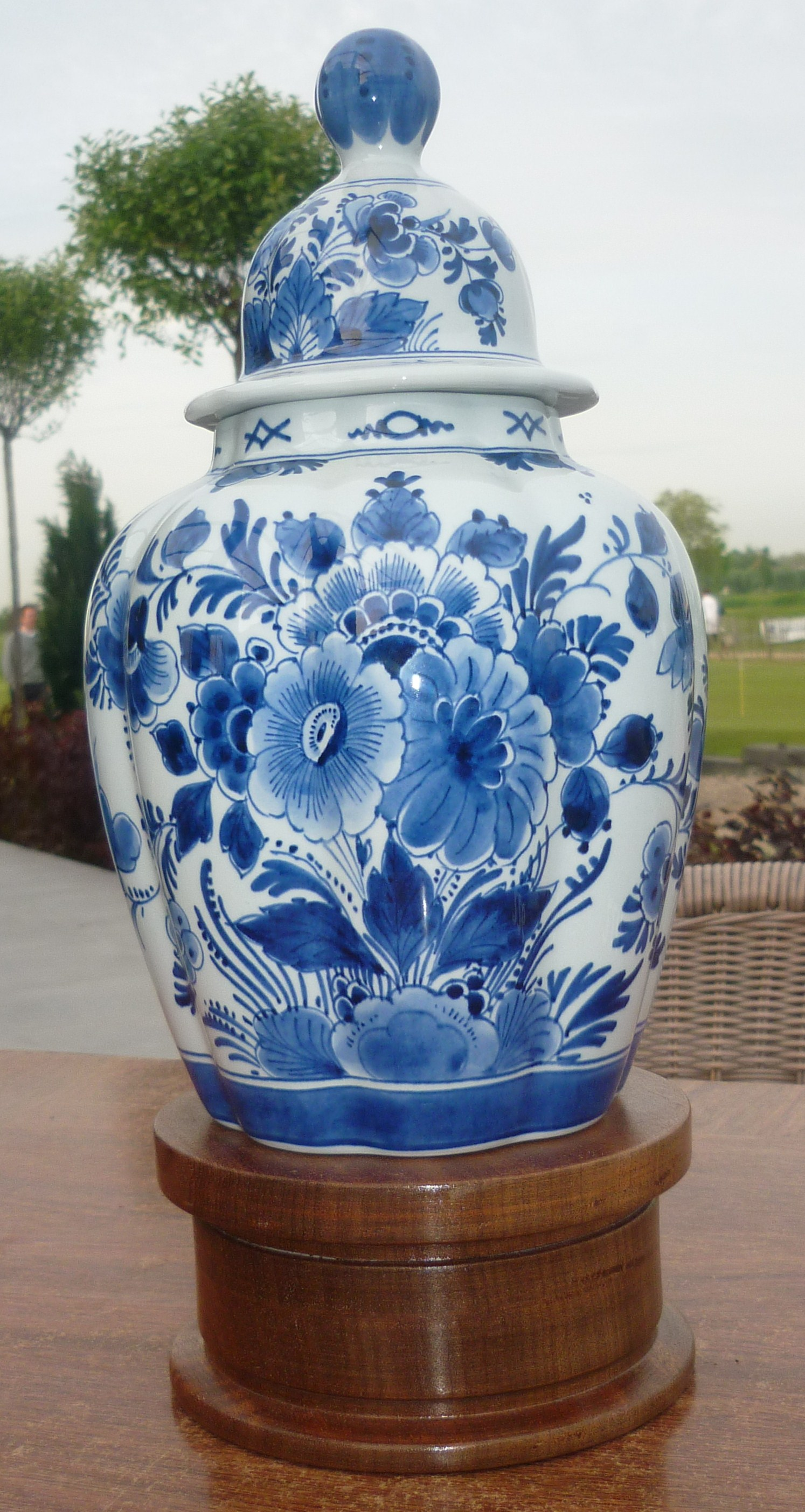
Damestrofee

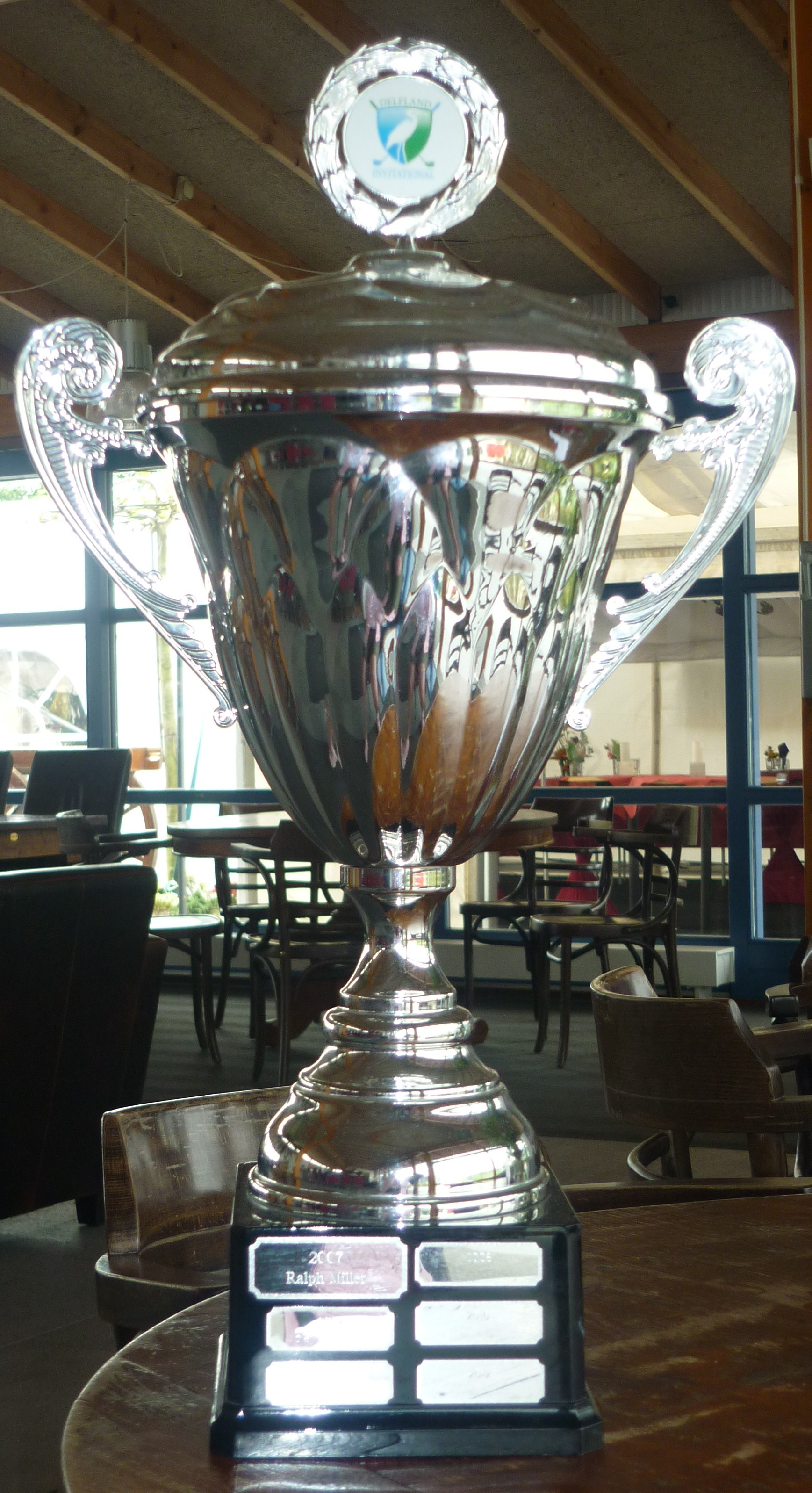
Herentrofee

Het Delfland Invitational was een golftoernooi dat van 2007 t/m 2010 door PGA Holland werd georganiseerd. Het toernooi werd op Golfbaan Delfland gespeeld.
In 2007 werd de eerste editie van het Delfland Invitational voor golfprofessionals gespeeld. Ralph Miller won met een score van -3. Xavier Ruiz Fonhof en Sven Muts deelden de tweede plaats met een score van -1. Mette Hageman won bij de dames.
In 2008 werd de Invitational alleen door heren gespeeld, en gewonnen door Ralph Miller. De dames speelden PGA kampioenschap. Het weer was vreselijk, onweer, hagel en veel regen.
In 2009 was er voor de heren weer een invitational, het damestoernooi gold weer als PGA kampioenschap. Het woei met windkracht 5 à 6. Na dag 1 stonden toch 17 van de 105 spelers onder par en ging Ben Collier van de Domburgsche Golf Club met -6 aan de leiding, gevolgd door Richard Kind met -5. Jan Dorrestein, net hersteld van een legionella infectie, speelde par. Tijdens de tweede ronde veranderde er veel. Er stond minder wind. Richard Kind maakte een ronde van +5 en zakte naar een gedeelde 12de plaats. Floris de Vries maakte een ronde van 65 (-7) en steeg naar de 2de plaats, maar Ben Collier behield de eerste plaats en won met 66-69 (-9).
In 2010 werden de nieuwe negen holes van Delfland geopend net voordat dit toernooi plaatsvond. Overal stonden bloemstukken. Er deden 113 heren mee met tien verschillende nationaliteiten. Alle vijftien dames waren Nederlands, zij speelden weer voor een eigen trofee. 

Na de eerste ronde stond bij de heren amateur Floris de Haas aan de leiding met -6, gevolgd door Ramon Schilperoord met -4. De dames speelden het Riboglas PGA Kampioenschap strokeplay. Caroliene Driessen ging met -1 aan de leiding. 

De tweede ronde maakte Floris de Haas een ronde van -7 zodat hij het toernooi met -13 won. Bij de dames won Annemieke de Goederen, die hiervoor een wildcard kreeg voor het Ladies Open op Broekpolder.

## Winnaars

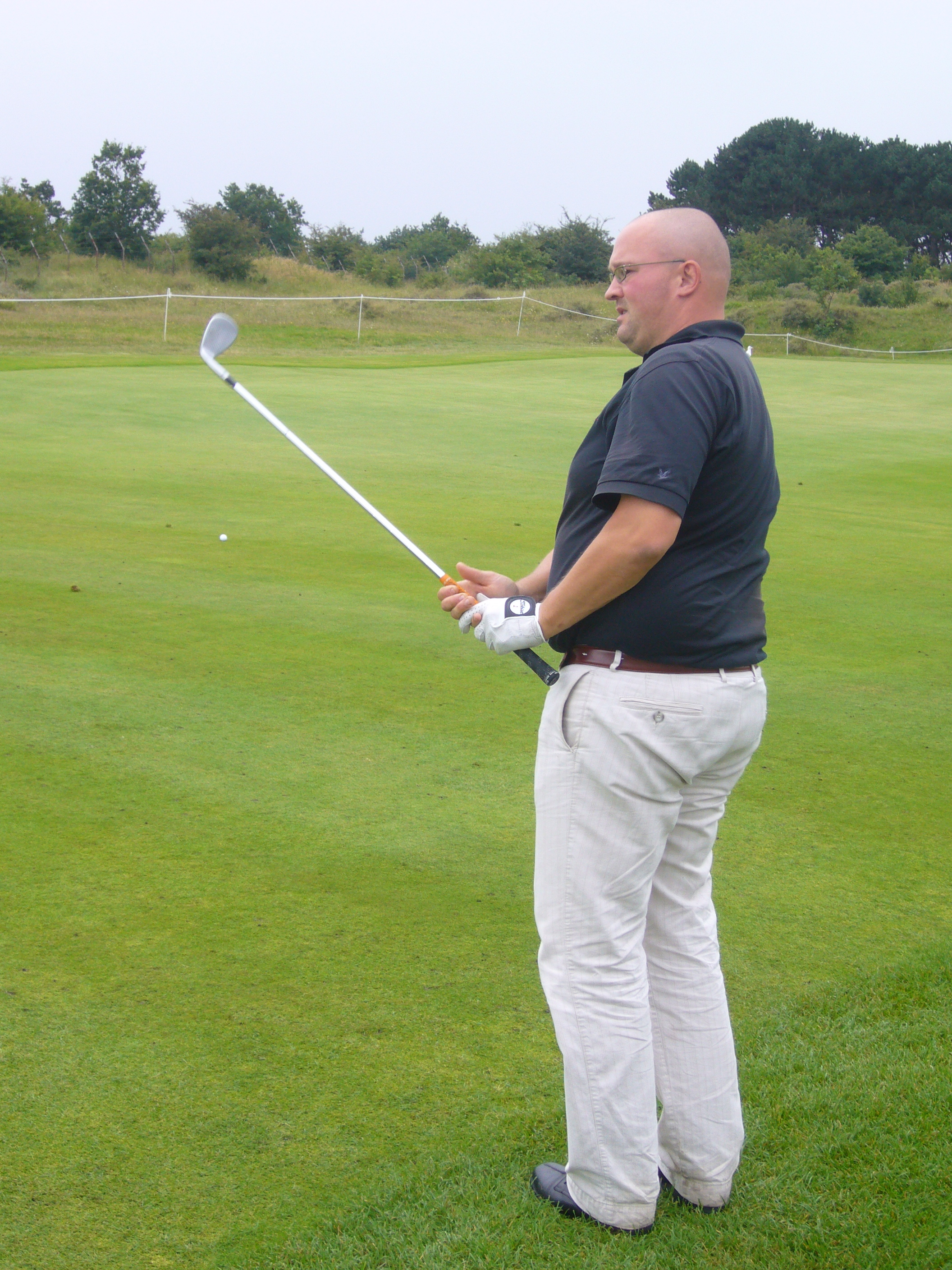
Ralph Miller winnaar 2007 en 2008
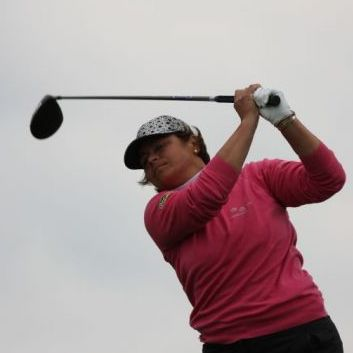
Mette Hageman winnares 2007 en 2009
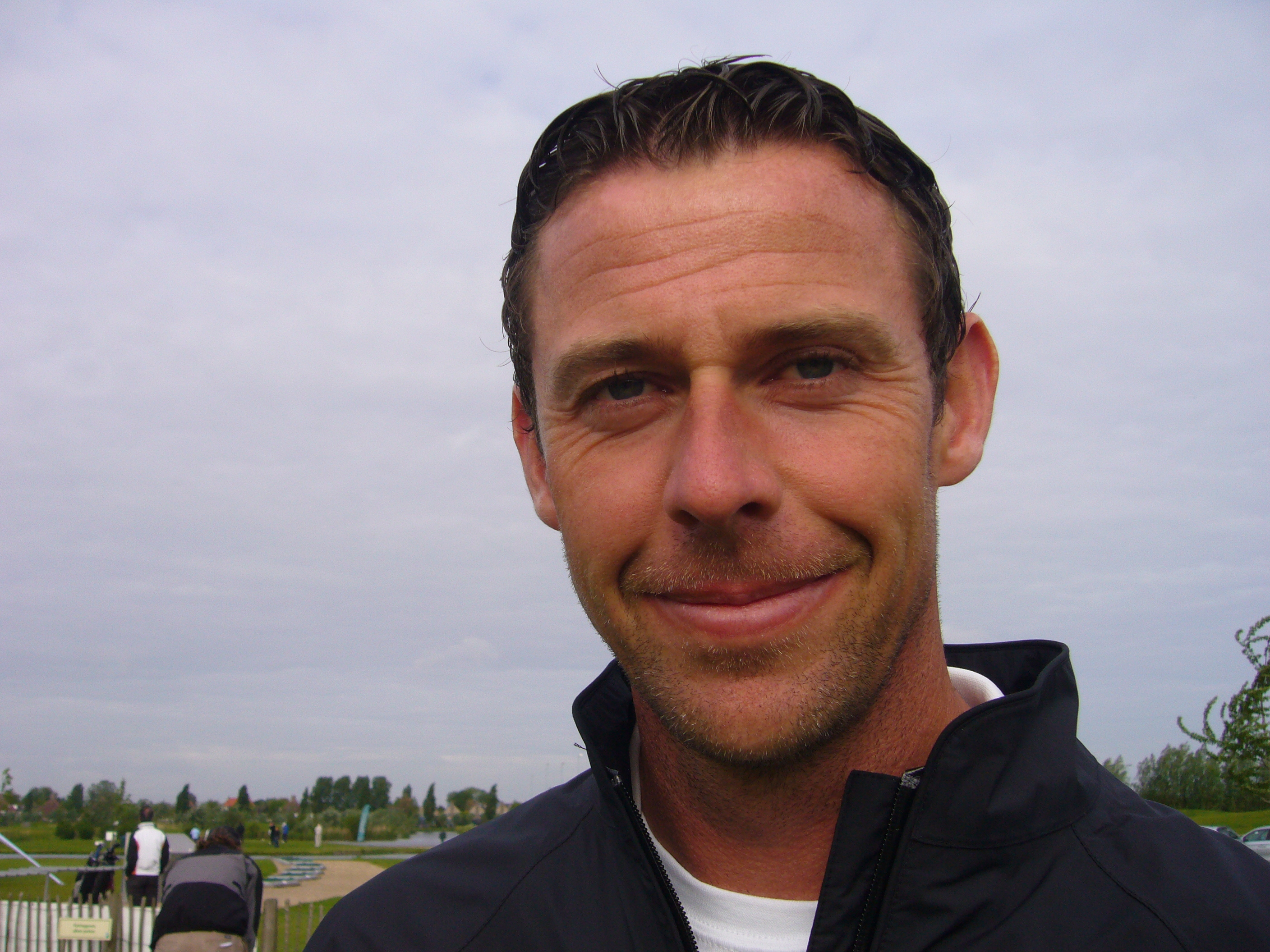
Ben Collier winnaar 2009
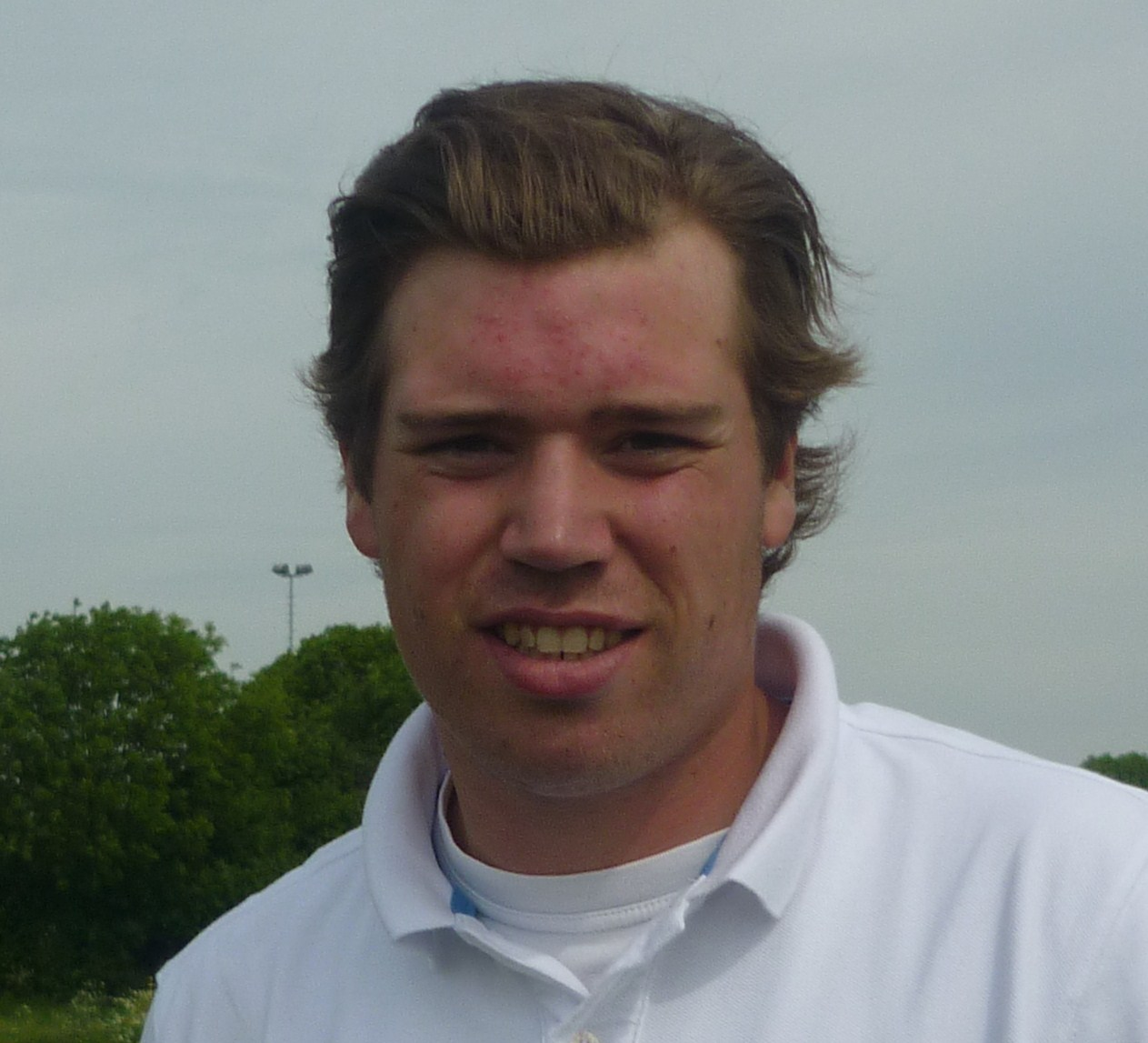
Floris de Haas winnaar 2010
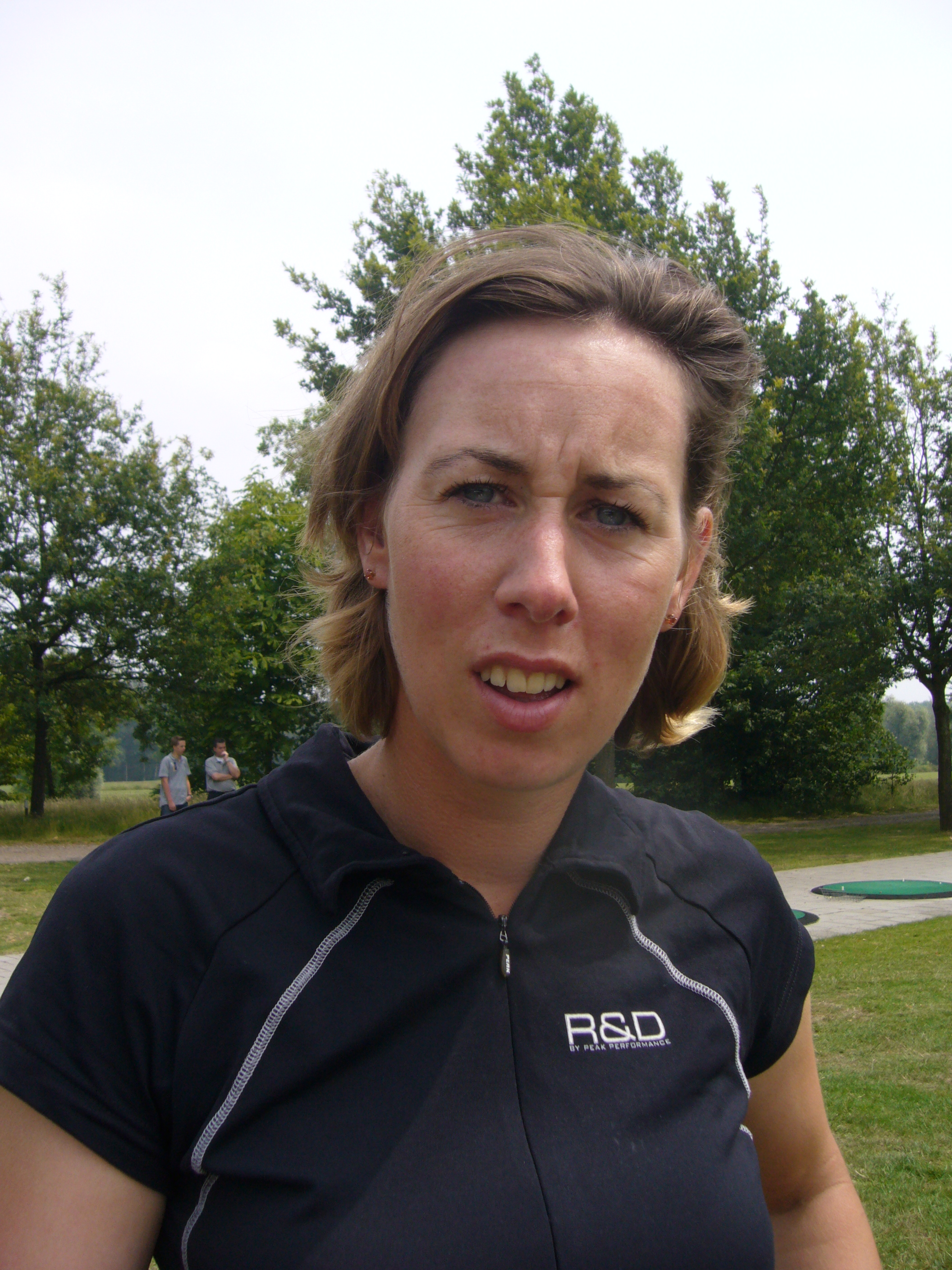
Annemieke de Goederen winnares 2010

| Jaar                             | Heren                 | Score                 | Score                 |
| Delfland Invitational            | Delfland Invitational | Delfland Invitational | Delfland Invitational |
| -------------------------------- | --------------------- | --------------------- | --------------------- |
| 2007                             | Ralph Miller          | 141                   | -3                    |
| 2008                             | Ralph Miller          |                       |                       |
| 2009                             | Ben Collier           | 135                   | -9                    |
| EBH Elshof Delfland Invitational |                       |                       |                       |
| 2010                             | Floris de Haas (AM)   | 131                   | -13                   |

| Jaar                  | Dames                 | Score                 | Score                 |
| Delfland Invitational | Delfland Invitational | Delfland Invitational | Delfland Invitational |
| --------------------- | --------------------- | --------------------- | --------------------- |
| 2007                  | Mette Hageman         |                       |                       |
| NK Dames              |                       |                       |                       |
| 2008                  | Mette Hageman         | 150                   | +6                    |
| 2009                  | Mette Hageman         | 148                   | +4                    |
| Riboglas NK dames     |                       |                       |                       |
| 2010                  | Annemieke de Goederen |                       |                       |

- Ralph Miller
winnaar 2007 en 2008
- Mette Hageman 
winnares 2007 en 2009
- Ben Collier 
 winnaar 2009
- Floris de Haas
 winnaar 2010
- Annemieke de Goederen 
winnares 2010